# Louis Ferdinand Antoni

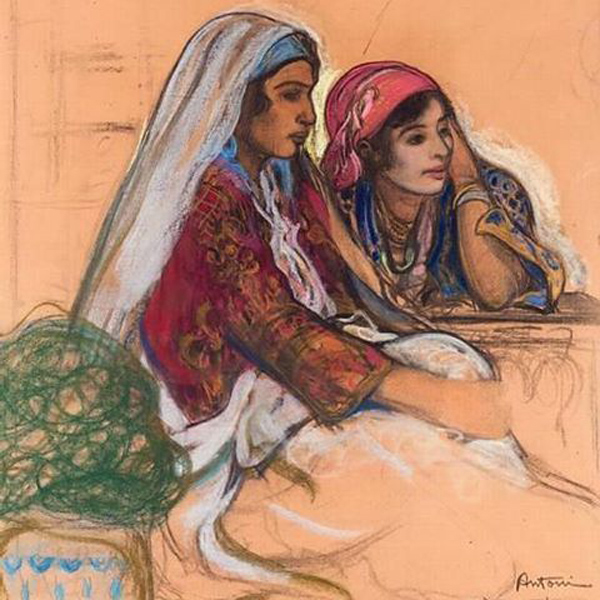
Zwei Algerierinnen (1922)

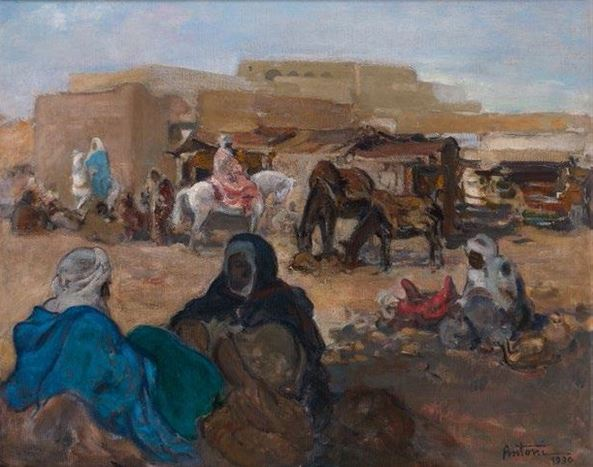
Der Markt in Biskra

Louis Ferdinand Antoni (* 15. November 1872 in Bastia; † 14. Dezember 1940 in Algier) war ein meist in Algerien tätiger französischer Maler des Orientalismus und Radierer.
Einige Wochen nach seiner Geburt auf Korsika kam Antoni mit seinen Eltern nach Algerien. Er besuchte das College St. Charles in Blida, dann das Lyzeum in Algier. Er studierte an der École des Beaux-Arts de Algier bei Hippolyte Dubois. 1892 erhielt er ein Stipendium, das es ihm ermöglichte, an der École des beaux-arts in Paris bei Léon Bonnat zu studieren.
Nach dem Studium kehrte er 1901 nach Algerien zurück und ließ sich in Algier nieder. Er zeigte seine Werke auf den Algerischen Salons und dem Salon des Artistes Français.
1907 lernte er in Algier die Malerin Marie Gautier kennen, die ihn mit der Technik der Farbgravur bekannt machte. Sie heirateten in Paris am 27. Juni 1907.
Er schuf Radierungen, die vom Verlag Petit veröffentlicht wurden. 1909 gewann der Künstler ein Reisestipendium des Französisch-Westafrika (AOF) und landete in Dakar. Er besuchte Guinea, die Elfenbeinküste, Benin, Senegal und Timbuktu. Aus dieser Studienreise brachte er viele Gemälde und Radierungen. Zurück in Paris studierte er die Kunst des Freskos.
1912 wurde er zum Professor für dekorative Kunst an die École des Beaux-Arts in Algier berufen, eine Stellung, die er bis zu seinem Tod innehatte. Nach dem Tod von Léon Cauvy 1933 übernahm er die Leitung der École des Beaux-Arts.
Nach dem Ausbruch des Ersten Weltkrieges wurde er am 18. September 1914 zum Kriegsdienst einberufen. Im März 1916 wurde er zum Unterleutnanten befördert, wurde einige Tage später verwundet und kam 1917 in die Schweiz.
Louis Ferdinand Antoni wurde zum Ritter der Ehrenlegion ernannt. 1922 wurde er zum Mitglied der Société nationale des beaux-arts gewählt, die ihm den Prix Paquin verlieh. 1928 erhielt er den Gillot-Dard-Preis.